# ミニ回数券 (JR九州)
ミニ回数券 （ミニかいすうけん）は、九州旅客鉄道（JR九州）が設定・発売していた回数乗車券。
2016年1月31日に発売を終了した。

## 概要
1996年1月10日の運賃改定と同時に発売された6枚綴りの回数乗車券。従来の普通回数乗車券の枚数を減らして有効期間を短くしたようなものであるが、利用条件などが一部異なる。
発売額の計算方法の違いから、1枚あたりの値段が普通回数乗車券より安くなる場合があった。

そのため、一部の自動券売機では11枚綴りの普通回数乗車券は発売されず、「ミニ回数券」のみ発売されているケースもあった。

## 利用条件等
- 区間：JR九州管内で片道の営業キロが200km以内となる在来線区間。
- 発売額：片道普通運賃を6倍し、1割引した額（10円未満の端数は切捨て。小児用は小児運賃を元に同様に計算）。
（計算例：博多⇔二日市・280円区間） 280円×6×0.9=1,512　…10円未満端数切捨てで、発売額は1,510円となる。
- 有効期間：1か月
- 大人用1枚で小児2人まで利用可能。
- 途中下車はできない（下車前途無効）。
- 特急券を別途購入することで、通常の乗車券と同様に特急列車も利用可能。
- 発売箇所：設定区間両端の地区のJR九州の駅・主な旅行会社
- 購入方法：駅においては、みどりの窓口または自動券売機

※なお、SUGOCA対応自動券売機では、SUGOCA等、相互利用可能な全国10種の交通系ICカードの入金残額を利用しての購入が可能であった。